# Nagy László (politikus, 1888–1969)
Nagy László (Veszprém, 1888. február 17. – Balatonlelle, 1969. november 5.) több mint 20 éven át Veszprém város jegyzője, majd polgármestere, a Demokrata Néppárt országgyűlési képviselője.

## Élete

### Ifjúkora és közszereplővé válása
Nagy Lajos tanító és Huber Petronella gyermeke. Kilenc testvér közül ő volt a legfiatalabb. Római katolikus vallásban nevelkedett. Tanulmányait szülővárosában Veszprémben végezte, a városi piarista gimnáziumban érettségizett. Szombathelyen pedig elvégezte a közigazgatási tanfolyamot. 1908-ban szerzett jegyzői oklevelet, ennek köszönhetően Bakonyszentkirályon később Szabadbattyánban dolgozott segédjegyzőként. Egyetemi végzettséget a Királyi Magyar Tudományegyetemen szerezte meg, 1913-ban az államtudományok doktora lett.
1918-tól Csősz község jegyzője, 1920-tól Veszprém vármegye aljegyzője, 1921 októberétől pedig a város főjegyzője lett. Hivatali tisztségét húsz éven át, 1941-ig látta el. Munkája mellett közéleti tevékenységet is vállalt. A helyi sportegyesület alelnöke, majd társelnöke lett, az irodalmi Petőfi Kör alelnöki tisztjét is betöltötte. 1941-ben a város polgármesterévé választották. A  német megszállás és a Sztójay-kormány hivatalba lépése után, 1944 júniusában kényszernyugdíjazták.

### A második világháború után
1945-ben belépett a  Szociáldemokrata Pártba valamint tagja lett a vármegyei nemzeti bizottságnak is. A politikai környezet és a párt irányvonalának megváltozása miatt 1947 nyarán kilépett az MSZDP-ből és a Demokrata Néppárthoz csatlakozott. Az 1947. augusztus 31-i országgyűlési választásokon a vármegyei listáról bekerült az Országgyűlésbe.
Mandátumának lejárta után teljesen visszavonult a közélettől. 1951-ben Balatonlellére költözött. 1969-ben hunyt el.